# Merdasas (príncipe)
Merdasas (em grego: Μερδασας) ou Mardanxá (em persa: مردانشاه; romaniz.: Mardanšah) foi um príncipe sassânida do século VII. Era filho do xá Cosroes II (r. 590–628) e de Sirém, e era o sucessor presuntivo ao trono do Império Sassânida. Em 628, foi morto junto com seus irmãos e meio-irmãos por seu meio-irmão Cavades II.